# 나주 서성문 안 석등
나주 서성문 안 석등(羅州 西城門 - 石燈)은 본래 대한민국 전라남도 나주시 성북동의 나주읍성 내 서문 안에 있던 석등이다. 국립중앙박물관에 있다가 2017년부터 국립나주박물관에 있다.

## 역사
1929년에 경복궁으로 옮겨져 창고에 보관되어 있다가 2001년 국립중앙박물관으로 이전되었다. 이전될 때 팔각 화사석과 보주가 파손되어 현재 새로 만들어 끼워놓았다. 국립중앙박물관 야외 전시장에서 있던 이 석등은 88년 만인 2017년 5월 11일에 국립나주박물관으로 자리를 옮겼다.
나주읍성에 대한 자세한 기록은 없지만 이곳에 보물 제49호 동점문 밖 석당간, 보물 제50호 북망문 밖 삼층석탑 등이 남아 있어 인근에 여러 절터가 있었음을 알 수 있다.

## 구조
이 석등은 지대석과 간주석, 그리고 화사석과 옥개석으로 이루어져 있다. 지대석은 널찍한 사각형의 굽형인데, 면석(面石)에는 1면에 3좌의 안상(眼象)을 새기고 그 안의 중앙에 고사리 무늬, 좌우에 구름무늬를 조각하였다. 상단에는 2단의 받침을 두었는데, 하단은 높고 상단은 낮으며 형태는 호형(弧形)으로 처리하였다. 하대석은 지대석과 같은 돌로 되었는데, 연화 대석에 8엽(葉)의 복엽(複葉)으로 조각되었다. 능선은 거의 수평을 이루다가 꺾여지고 자엽(子葉)과 간엽(間葉)도 밋밋하여 볼륨감이 떨어진다. 그 위로 3단의 간주석 받침이 있는데, 그 가운데 중단은 높은 호형으로 처리하였다. 간주석(杆柱石)은 팔각형으로 각 면 모서리마다 우주(隅柱)를 새기고, 상·하단에 가로로 된 단대(端帶)를 놓아 마치 직사각형의 액(額)처럼 되었다. 그 안에는 1행씩 8줄의 명문이 다음과 같이 새겨져 있다.

'南贍部州高麗國羅州/中興里□長羅左堅應/迪孫□先月心光□□心/聖壽天長百穀登/錦邑安泰富貴恒存/願以燈龕一坐石造排立/三世諸佛聖永獻供養/大安九年癸酉七月日謹記'
이 명문은 읍성의 안녕과 부귀를 얻고자 불감 1좌를 삼세불에 공양하기 위해 대안 9년 계유년, 곧 1093년 7월에 조성하였다는 내용이다.

상대석은 아랫면에 2단의 각형 받침이 있는데 하단이 조금 더 두껍게 되어 있다. 앙련은 8판 복엽으로 하대석의 연판 높이가 낮은 것과 마찬가지로 상대석도 낮은 편이다. 상대석 상면에 튀어나온 부분인 상대대(上臺帶)는 비교적 높은 편이고 안으로 오므라지지 않고 직각을 이룬다. 상대석 상면에는 다른 석등과는 달리 화사석 받침이 생략되었다. 화사석(火舍石)은 불을 밝혀두는 부분으로, 팔각형이며 네 면에 화창(火窓)이 뚫려 있다. 나머지 네 면에도 화창은 나지 않았지만 마치 화창처럼 액을 만들어 놓은 특이한 수법이 보인다.
옥개석은 팔각형으로 장식적 조각이 많은데, 각 면마다 처마 끝에 장막(帳幕)을 늘어뜨린 것처럼 종행선(縱行線)이 있고, 처마 끝의 전각부(轉角部)에는 이른바 삼산입상형(三山立狀形)의 귀꽃이 마련되었으며 각 귀꽃 사이에도 고사리 무늬가 조각되어 있다. 능선은 3단의 팔각형 곡선이 마치 받침과 같이 조성되었고 그 위로 보개를 얹었다. 옥개석 아랫면에는 받침 없이 물끊기홈인 절수구(切水溝)만 표현되어 있다. 옥개석은 남북국 시대의 것에 비해 너비가 짧고, 능선도 완만한 선이 아니라 복발형을 보이고 있다.
상륜부는 보개(寶蓋)만 남아 있다. 보개는 옥개석과 마찬가지로 장막·귀꽃이 표현되었고 귀꽃 사이에 고사리 무늬를 조각하였다. 상면에는 각형·각형·호형의 차례로 된 3단 받침이 있는데, 각형 받침은 팔각이다. 아랫면에는 2단의 팔각 받침이 있고 절수구가 있다. 정상부에는 1단의 호형 받침 위에 보주를 얹었는데, 연판은 8엽으로 조각하였다.

## 의의
이 석등은 하대석보다 상륜부에 장식을 치중하여 화려하게 꾸민 점, 화사석을 받침 없이 그대로 안치한 점등으로 보아 고려 초기 수법이 잘 나타나고 있다. 또한 1093년이라는 조성시기가 확실하여 신라 말에서 고려 초로 넘어가는 양식적 특징을 밝힐 수 있는 중요한 자료이다. 따라서 이 석등을 중심으로 하여 금산사석등, 미륵리사지석등, 표충사석등 등 고려시대 석등으로 이어지는 계보를 살필 수 있게 되었다.

## 사진

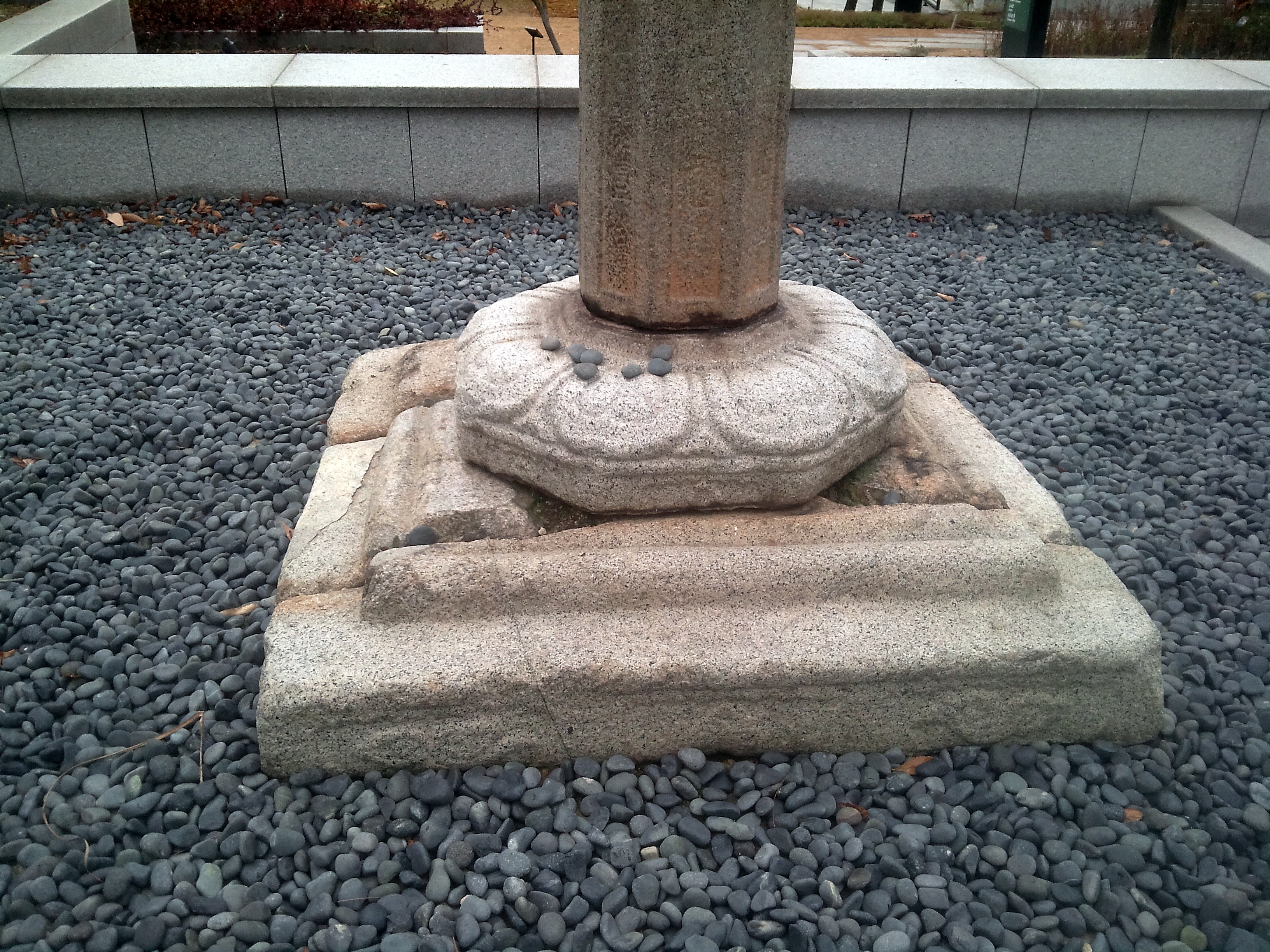
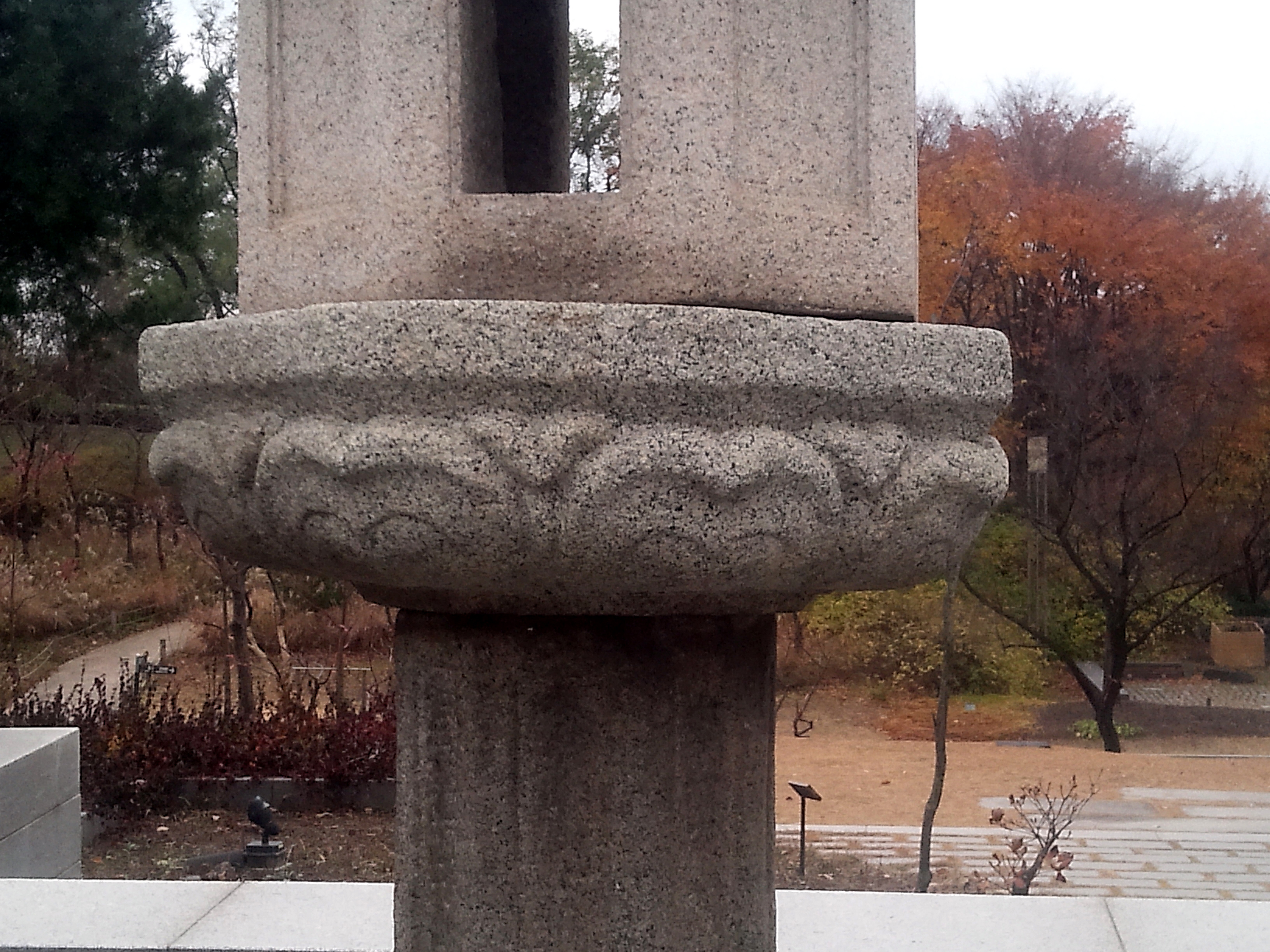
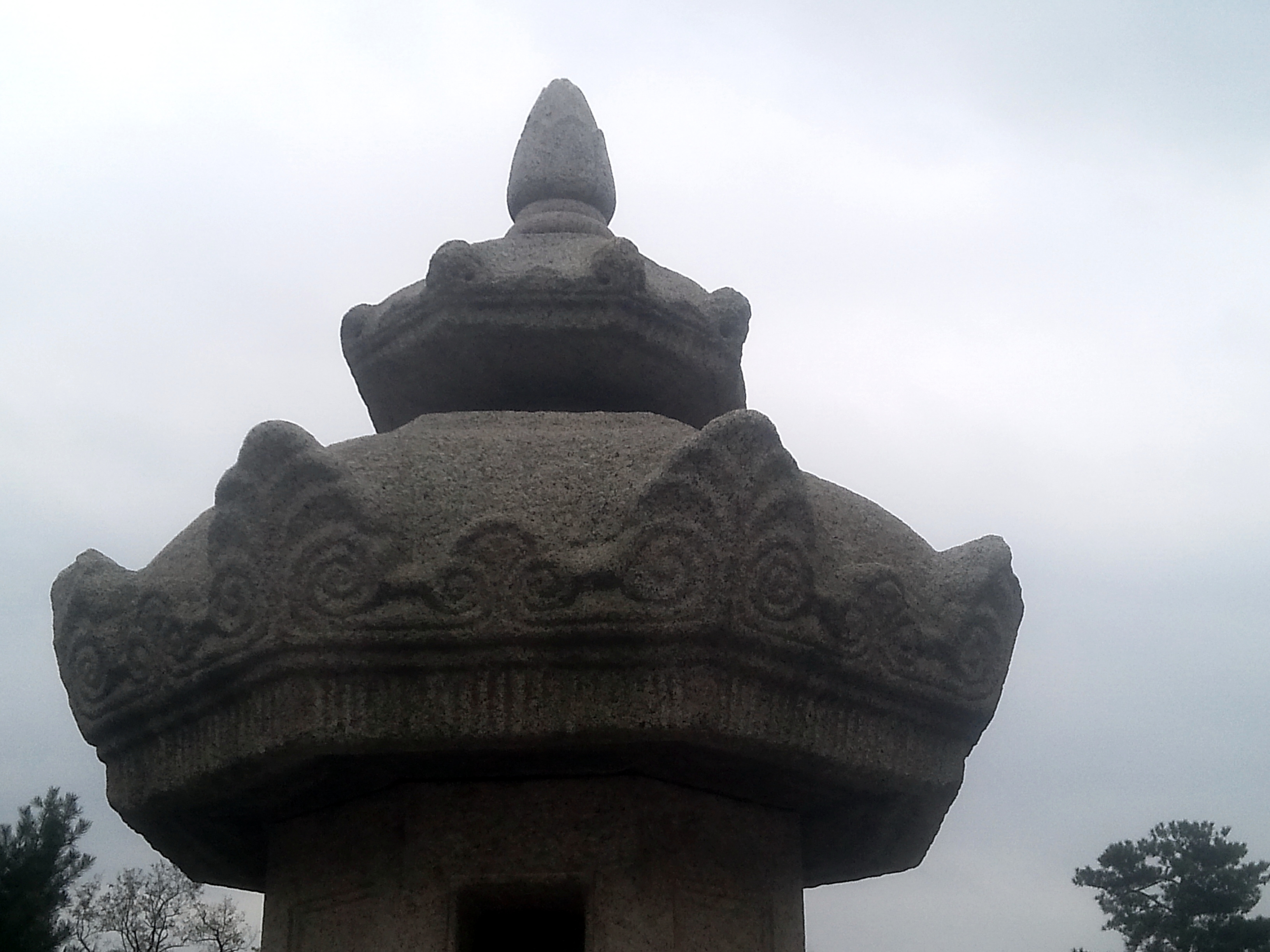

## 참고 자료
- 본 문서에는 서울특별시에서 지식공유 프로젝트를 통해 퍼블릭 도메인으로 공개한 저작물을 기초로 작성된 내용이 포함되어 있습니다.